# Xylocopa cantabrita
Abeille charpentière de Cantabrie
Espèce
Synonymes
- Xylocopa sinuatifrons (Spinola, 1843)
- Xylocopa cantabrica (Gerstaecker, 1872)

Statut de conservation UICN

 LC  : Préoccupation mineure
Xylocopa cantabrita (abeille charpentière de Cantabrie ou Xylocope brun) est une espèce d'insectes hyménoptères. Cette abeille solitaire de grande taille est l'une des huit représentantes du genre Xylocopa en Europe. En France, elle est localisée au massif de la Sainte-Baume dans le Var. Sa répartition est rare et clairsemée en Espagne et au Portugal ; au Maroc, elle est concentrée au Moyen-Atlas. Sa plante de prédilection est sans conteste l'Asphodèle.

## Description

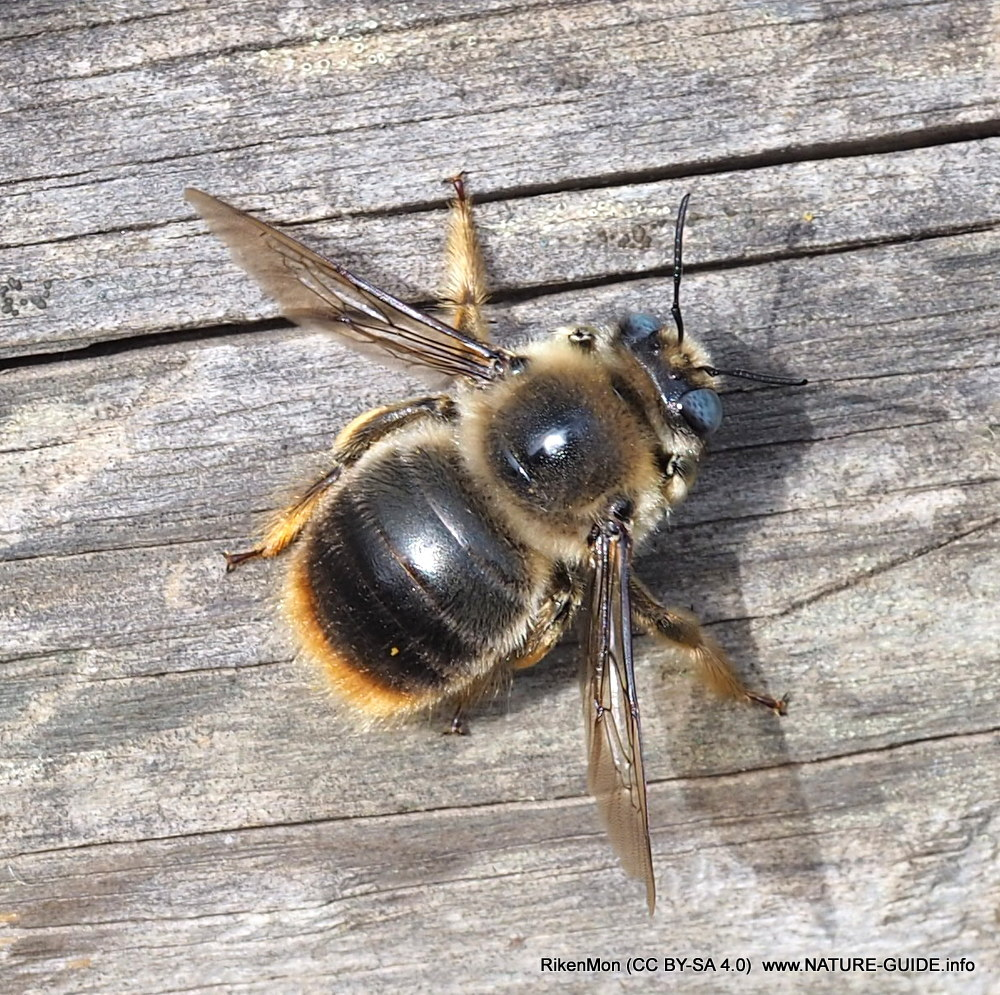
Xylocopa cantabrita, vue dorsale (Parc national Doñana, Espagne).

Xylocopa cantabrita appartient au sous-genre Xylocopa (Rhysoxylocopa) dont il s'agit de l'espèce type. Huit espèces appartiennent à ce groupe, une paléarctique (X. amedaei) et quatre de l'Afrique sub-saharienne (X. claripennis, X. cornigera, X. hyalinipennis et X. steindachneri),. Les mâles diffèrent des autres sous-genres par de petits spiracles asymétriques au niveau du propodeum (juste en dessous de l'insertion des ailes) ; les femelles diffèrent par l'absence d'un sillon médian sur le triangle du propodeum (extrême limite dorsale-thoracique entre le thorax et l'abdomen).
Xylocopa cantabrita a un pelage de couleur brun-fauve et des ailes transparentes fumées à reflets jaunâtres. De plus, elle a des poils rouge-jaunâtre aux pattes et une rangée de petites dents sur le tibia postérieur. La femelle mesure de 18 à 22 mm de long, le mâle, de 15 à 20 mm. Chez ce dernier, le métatarse arrière présente une bosse sur le côté intérieur. Les autres espèces d'Abeilles charpentières françaises et ibériques, X. iris, X. valga et X. violacea ont un pelage noir et des ailes aux reflets violacés,. Quant au Maroc, la distinction avec les autres espèces du genre est plus ardue, en particulier avec Xylocopa amedaei Lepeletier, 1841, du même sous-genre. On distingue les mâles de ces deux espèces par la pilosité rousse sur les deux derniers segments abdominaux et les ailes transparentes, légèrement enfumées à l’apex chez X. cantabrita alors que la pilosité de deux derniers segments est noirâtre et les ailes nettement plus sombres chez X. amedaei. Pour les femelles, la pilosité du corps est claire, y compris sur les pattes, et les ailes sont transparentes avec l'apex légèrement enfumé chez X. cantabrita alors que la pilosité du corps est noirâtre, celle des tibias et tarses médians et postérieures est rousse, et les ailes sont brunes avec des reflets métalliques violacés chez X. amedaei.

## Écologie

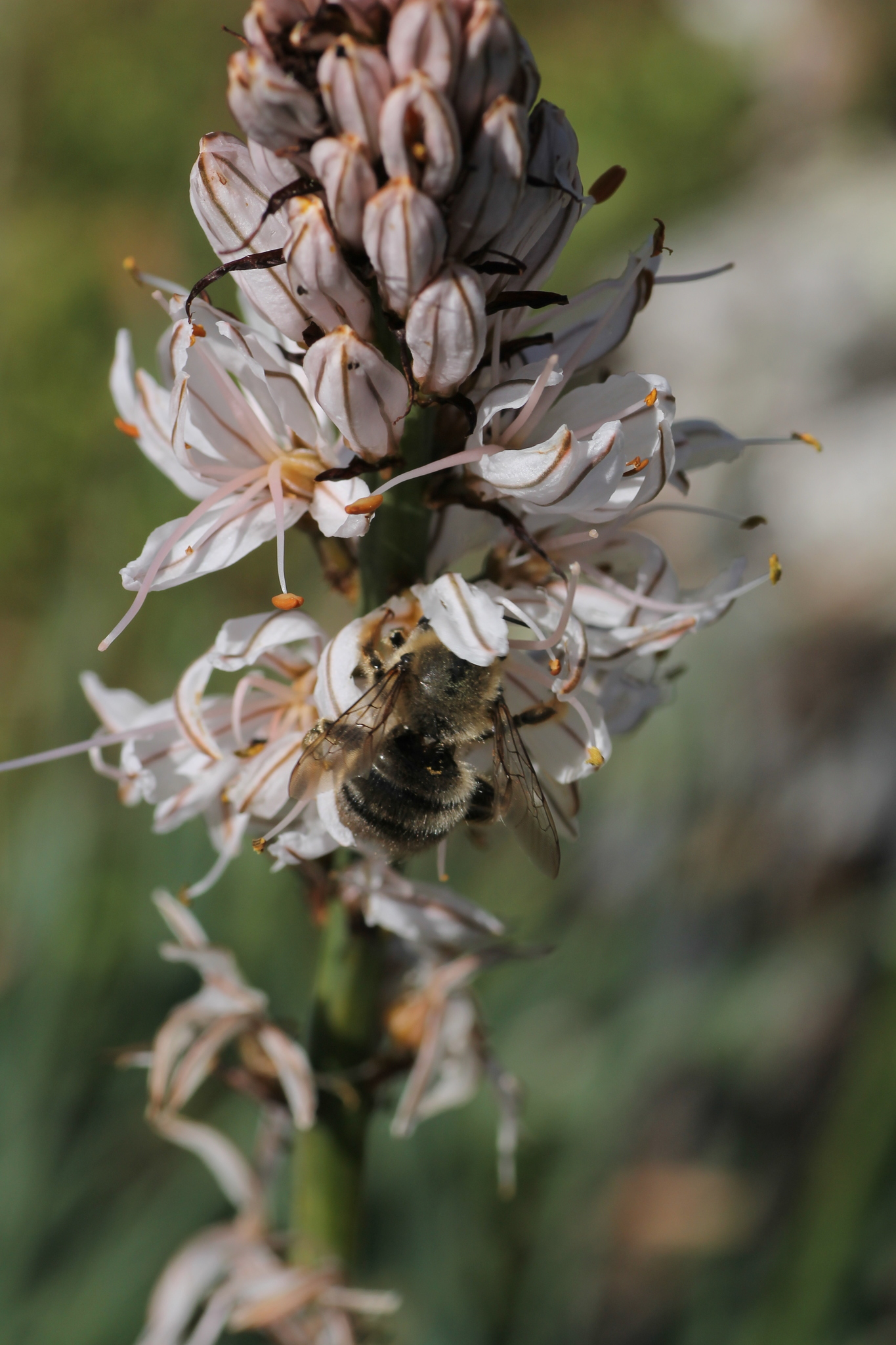
Xylocopa cantabrita butinant une Asphodèle (Montejo de la Sierra, Madrid, Espagne).

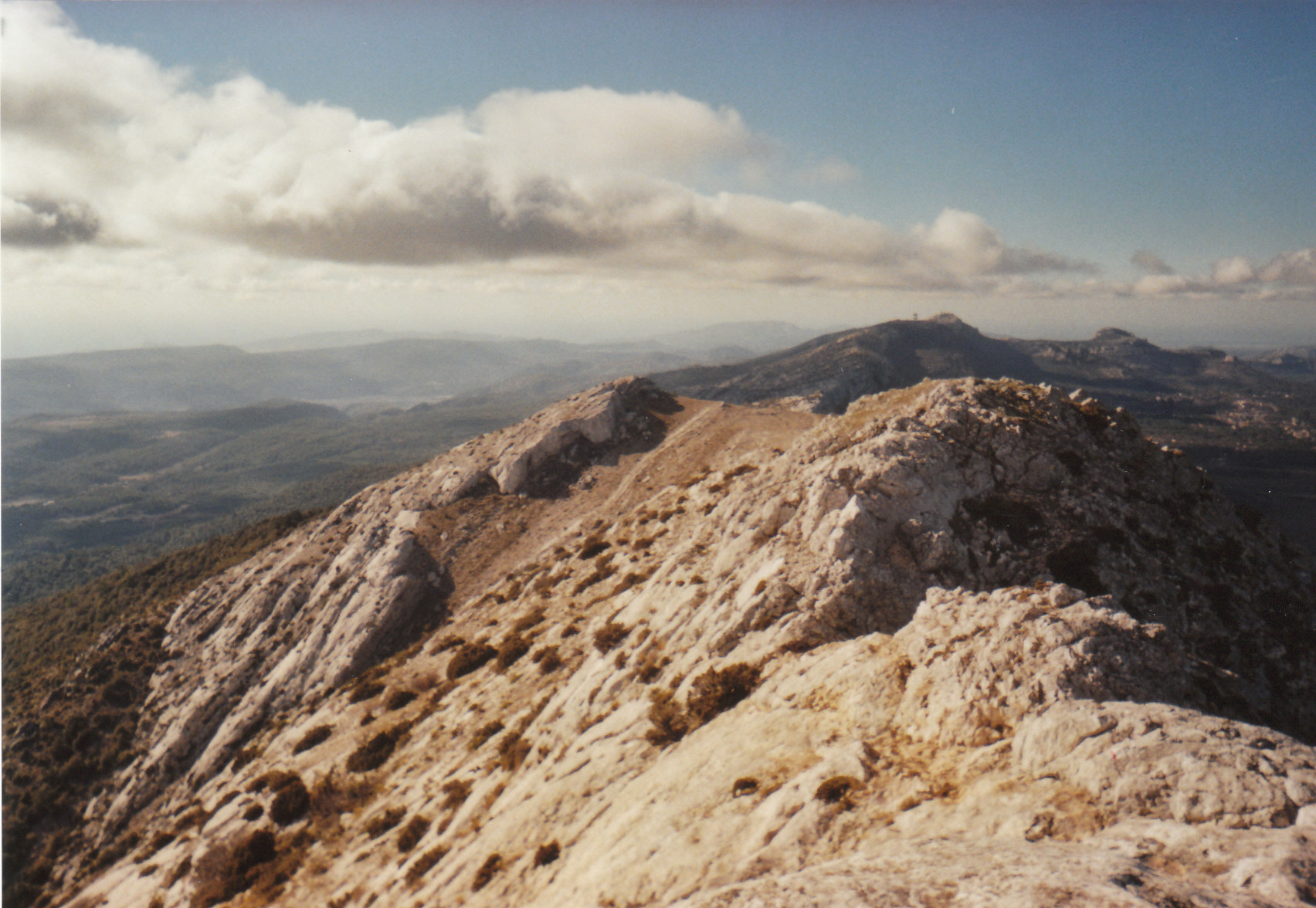
Les crêtes du Massif de la Sainte-Baume (France).

Les mâles et femelles Xylocopa cantabrita butinent essentiellement des Asphodèles, une grande liliacée aux fleurs blanches, bien qu'ils soient aperçus sur de nombreuses Lamiacées. Plus précisément, en Espagne, ils affectionnent A. aestivus, A. albus, A. cerasiferus et A. fistulosus. En France, cette espèce est inféodée à A. ramosus. En France cette espèce vole aux mois d'avril et de mai, ce qui coïncide avec la période de floraison des Asphodèles. L'accouplement s'effectue lors du butinage.
Au Maroc, la nidification de cette espèce s'effectue dans des galeries de 50cm dans le bois mort de Cèdre. En France, elle est inconnue. Par analogie, il est possible d'imaginer qu'elle niche dans le bois, également très compact de Hêtre ou d'If, dont de denses peuplements sont présents à l'ubac du Massif de la Sainte-Baume. Le bois de différentes espèces de Genévrier pourrait également être une bonne hypothèse.

## Répartition

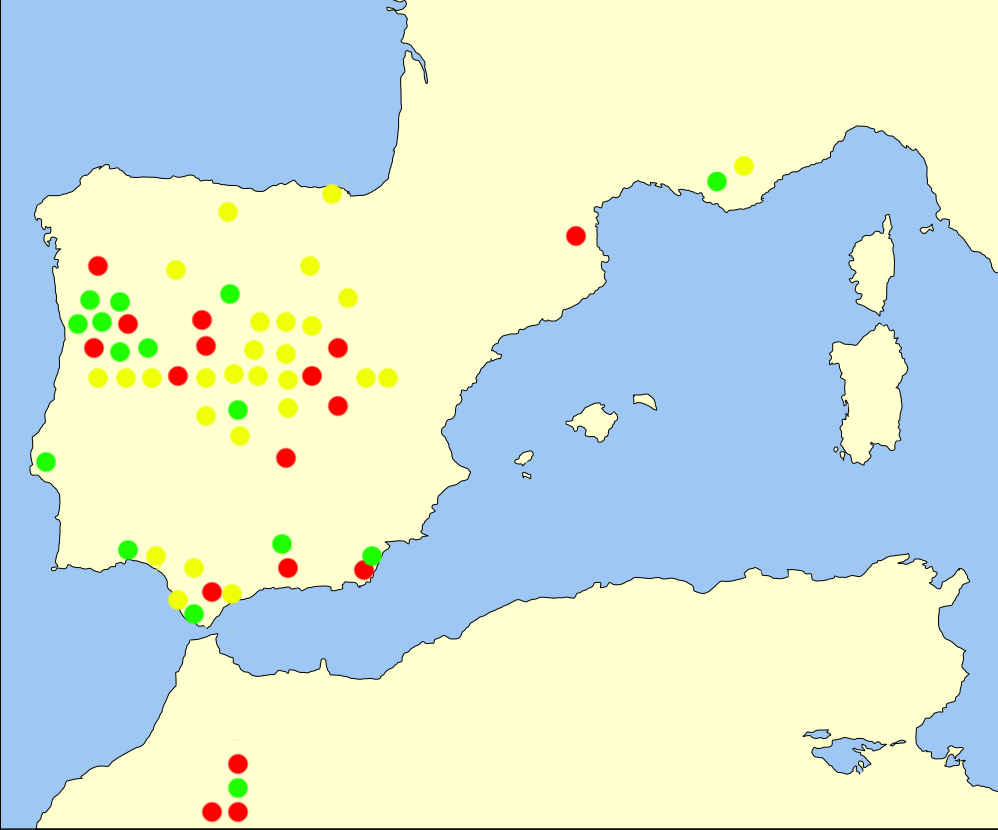
Carte de répartition de Xylocopa cantabrita (basée sur les travaux de Terzo, Rasmont et Ortiz-Sanchez,).
Données datant d'avant 1949
Données datant de 1950 à 1989
Données datant de 1990 et après

L'Abeille charpentière de Cantabrie est présente essentiellement au nord de la péninsule ibérique avec une population isolée dans la région de Grenade et une autre dans le district de Setúbal. Elle est bien répartie à des altitudes oscillant entre 800 et 1500m, mais assez rare,,. Au Maroc, elle est présente exclusivement dans le Moyen-Atlas, jusqu’à 2100m d'altitude. En France, elle est connue sur les crêtes du Massif de la Sainte-Baume dans le Var à des altitudes situées entre 950 et 1150m. Cette dernière population est importante, stable et en bonne santé. Une observation dans la région de Perpignan par Dours en 1874 et une autre dans la commune d'Aups par Benoist en 1950 n'ont jamais été confirmées depuis,,.